# Belgian International (бадмінтон)
Belgian International — щорічний міжнародний бадмінтонний турнір, який проходить у Бельгії з 1958 року. Змагання не відбувалися у 1960 році, 1961 (не проводились жіночий парний та змішаний парний розряди), з 1962 по 1967, 1973, 1978, 1980, 1982, з 1989 по 2004 роки. Входить до складу European Badminton Circuit.
Починаючи з 2005 року спонсор турнір — Yonex. У період з 2005 по 2009 роки змагання проходили у спортивному і рекреаційному центрі «De Nekker» у Мехелені.

## Переможці
| Рік       | Чоловічий одиночний    | Жіночий одиночний       | Чоловічий парний                    | Жіночий парний                    | Змішаний парний                         |
| --------- | ---------------------- | ----------------------- | ----------------------------------- | --------------------------------- | --------------------------------------- |
| 1958      | Кнуд Аге Нільсен       | Тонні Гольст Крістенсен | Х'ю Фіндлей Рональд Локвуд          | Хезер Ворд Барбара Карпентер      | Х'ю Фіндлей Хезер Ворд                  |
| 1960      | Не проводився          | Не проводився           | Не проводився                       | Не проводився                     | Не проводився                           |
| 1961      | Oon Chong Teik         | Урсула Г. Сміт          | Oon Chong Teik Оле Мерц             | Не проводився                     | Не проводився                           |
| 1962 1967 | Не проводився          | Не проводився           | Не проводився                       | Не проводився                     | Не проводився                           |
| 1968      | Lee Kin Tat            | Тонні Паннеманс         | Lee Kin Tat Рой Діас Гонсалес       | Жюн Жак Герда Кернс               | Лео Каунтюл Тонні Паннеманс             |
| 1969      | Стуре Йонссон          | Імре Нільсен            | Девід Гортон Елліот Стюарт          | Маргарет Боксолл Сьюзен Ветнолл   | Пол Ветнолл Маргарет Боксолл            |
| 1970      | Punch Gunalan          | Йоке ван Бесеком        | Punch Gunalan Ng Boon Bee           | Йоке ван Бесеком Фелісе до Нойєр  | Ng Boon Bee Sylvia Ng                   |
| 1971      | Tan Aik Huang          | Тонні Паннеманс         | Punch Gunalan Ng Boon Bee           | Тонні Паннеманс Лое Гавіг         | Клеменс Вортел Тонні Паннеманс          |
| 1972      | Djauhari               | Йоке ван Бесеком        | Djauhari Budinan                    | Барбара Лорд Дорте Тіге           | Кеннет Парсонс Дорте Тіге               |
| 1973      | Не проводився          | Не проводився           | Не проводився                       | Не проводився                     | Не проводився                           |
| 1974      | Вільям Керр            | Алена Поборакова        | Вільям Керр Кеннет Парсонс          | Алена Поборакова Татяна Правдова  | Кеннет Парсонс Алан Парсонс             |
| 1975      | Роб Ріддер             | Гассі Боутс             | Джон Абрагамс Гордон Макміллан      | Мар'ян Люескен Тетчер             | Алан Філліпс Меріенн ван дер Валт       |
| 1976      | Карл-Гайнц Цвіблер     | Ханке де Корт           | Рей Шарп Рей Рольф                  | Ханке де Корт Мар'я Равеллі       | Клеменс Вортел Ханке де Корт            |
| 1978      | Не проводився          | Не проводився           | Не проводився                       | Не проводився                     | Не проводився                           |
| 1979      | Ульріх Рост            | Мар'я Ріддер            | Роб Ріддер Піт Ріддер               | Ханке де Корт Мар'я Ріддер        | Роб Ріддер Мар'я Ріддер                 |
| 1980      | Не проводився          | Не проводився           | Не проводився                       | Не проводився                     | Не проводився                           |
| 1981      | Баррі Бернс            | Карол Лім               | Іван Крістанто Франк ван Донген     | Паула Клут Грейс Какіай           | Бас фон Барнау-Сейтхофф Жанетт ван Дріл |
| 1982      | Не проводився          | Не проводився           | Не проводився                       | Не проводився                     | Не проводився                           |
| 1983      | Глен Мілтон            | Венді Мессем            | Петер Бук Нільс Гансен              | Венді Мессем Ліза Чепмен          | Роб Ріддер Мар'я Ріддер                 |
| 1984      | Тарік Фарук            | Селлі Поджер            | Міхаель Фішедік Матіас Клайн        | Селлі Поджер Лена Стакслер        | Tsien Asjoe Жанетт ван Дріл             |
| 1985      | Стів Беддлі            | Xiao Jie                | He Xiangyang Tang Hai               | Еліне Куне Еріка ван Дейк         | Біллі Джилліленд Нора Перрі             |
| 1986      | Мортен Фрост           | Астрід ван дер Кнап     | Єнс Петер Ніргофф Мікаель Кьєльдсен | Джилліан Гауерс Джилліан Джилкс   | Мартін Дью Джилліан Джилкс              |
| 1987      | Мортен Фрост           | Крістін Магнуссон       | Єнс Петер Ніргофф Мікаель Кьєльдсен | Kim Yun-ja Yoo Sang-hee           | Стен Фладберг Джилліан Кларк            |
| 1988      | Поуль-Ерік Геєр Ларсен | Tang Jiuhong            | Zhang Qiang Zhou Jincan             | Крістін Магнуссон Марія Бенгтссон | Ян Паульсен Джилліан Гауерс             |
| 1989 2004 | Не проводився          | Не проводився           | Не проводився                       | Не проводився                     | Не проводився                           |
| 2005      | Андерс Боесен          | Xu Huaiwen              | Інго Кіндерфатер Крістоф Гопп       | Юліане Шенк Ніколь Гретер         | Крістоф Гопп Біргіт Оферцір             |
| 2006      | Каспар Едум            | Петра Оферцір           | Імануель Гіршфельдт Imam Sodikin    | Марина Якушева Олена Шимко        | Віталій Дуркін Валерія Сорокіна         |
| 2007      | Марк Цвіблер           | Лариса Грига            | Крістоф Гопп Інго Кіндерфатер       | Наталі Мант Джоанн Ніколас        | Кріс Ленгрідж Джоанн Ніколас            |
| 2008      | Kenichi Tago           | Юліане Шенк             | Ендрю Боумен Мартін Льюїс           | Валерія Сорокіна Ніна Віслова     | Ніна Віслова Віталій Дуркін             |
| 2009      | Марк Цвіблер           | Jie Yao                 | Руд Босх Кун Ріддер                 | Місакі Мацуйомо Аяка Такахасі     | Хезер Ольвер Маркус Елліс               |
| 2010      | Марк Цвіблер           | Юліане Шенк             | Інго Кіндерфатер Йоганнес Шеттлер   | Сандра Марінелло Біргіт Оферцір   | Міхаель Фукс Біргіт Оферцір             |